# Omer Jodogne

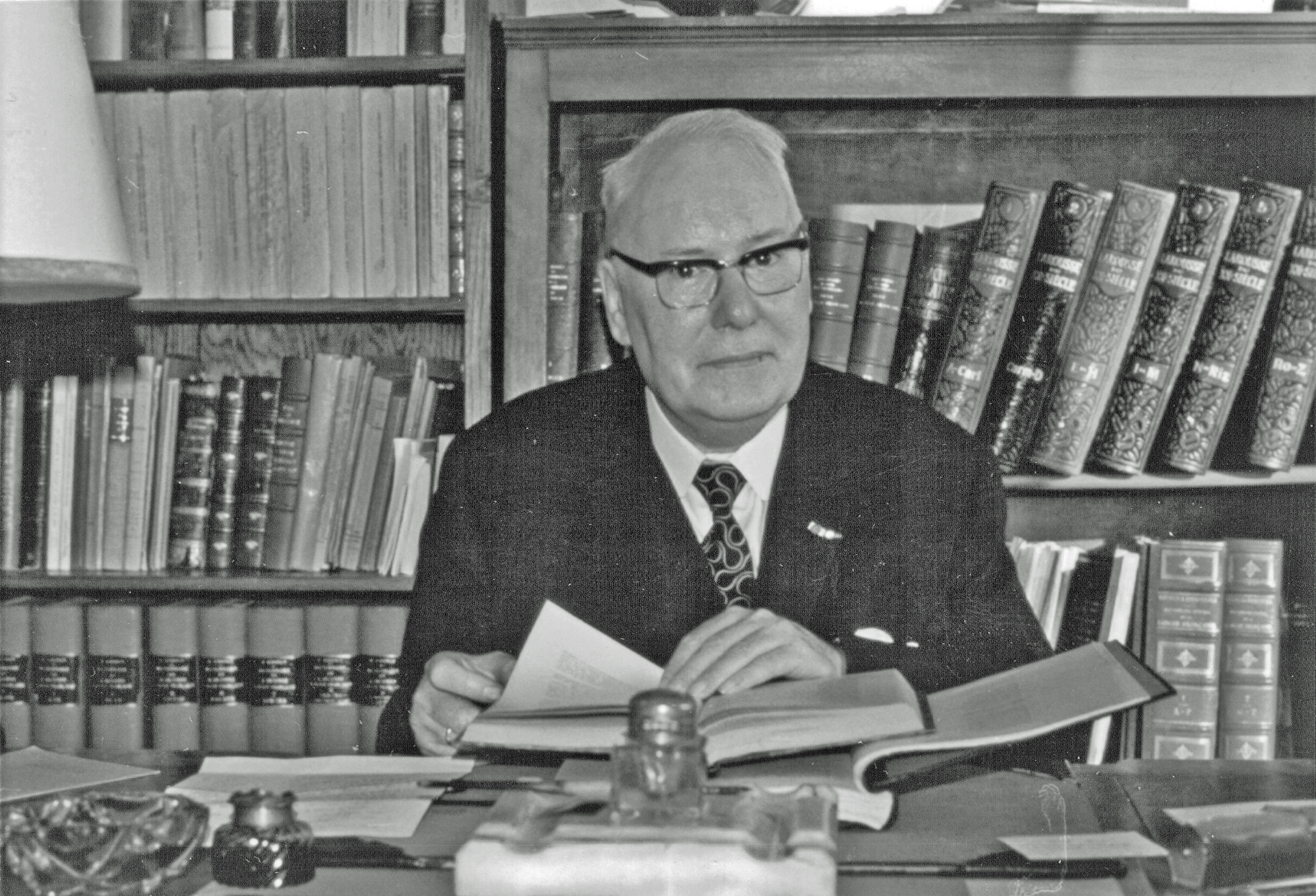
Porträt von Omer Jodogne

Omer Jodogne (* 7. März 1908 in Saint-Gilles/Sint-Gillis; † 21. Juni 1996 in Namur) war ein belgischer Romanist und Mediävist.

## Leben und Werk
Jodogne wuchs in Eben-Emael und Cureghem (Anderlecht) auf und studierte an der Katholischen Universität Löwen romanische Philologie bei François Bethune, Alphonse Bayot und Georges Doutrepont. Nach Abschluss des Studiums 1930 war er zwei Jahre Gymnasiallehrer in Mechelen und vier Jahre im Königlichen Archiv. 1938 kehrte er an seine frühere Universität zurück und war dort von 1942 bis 1972 Ordinarius für romanische Philologie. Daneben lehrte er in Kinshasa (1967), Clermont-Ferrand (1969–1971) und Bordeaux (1974–1975). Ab 1965 war er Mitglied der Königlich Belgischen Akademie.

## Weitere Werke
- (Hrsg. zusammen mit Georges Doutrepont) Chroniques de Jean Molinet (1474–1506). 3 Bde., Brüssel 1935–1937
- Inventaire des archives des Chambres suprêmes des douanes et de la judicature de Bruxelles, Tongeren 1937
- (Hrsg. zusammen mit Henri Draye) Troisième Congrès international de toponymie et d'anthroponymie (Bruxelles, 15–19 juillet 1949). 3 Bde., Löwen 1951
- Répertoire belge des noms de famille. Tome I. Arrondissement de Nivelles. Communes wallonnes des arrondissements de Louvain et de Bruxelles, Löwen 1956, Tome II. Arrondissement de Liège, Brüssel 1964
- (Hrsg.) Jean Michel, Le Mystère de la Passion (Angers, 1486), Gembloux 1959
- (Hrsg.) Le Mystère de la Passion d'Arnoul Gréban. Édition critique, 2 Bde., Brüssel 1965, 1983
- (Hrsg.) Maître Pierre Pathelin. Farce du XVe siècle, translatée en français moderne, Gent 1975
- (Hrsg.) Miracle de saint Nicolas et d'un Juif, Genf 1982